# Irena Kołodziejska

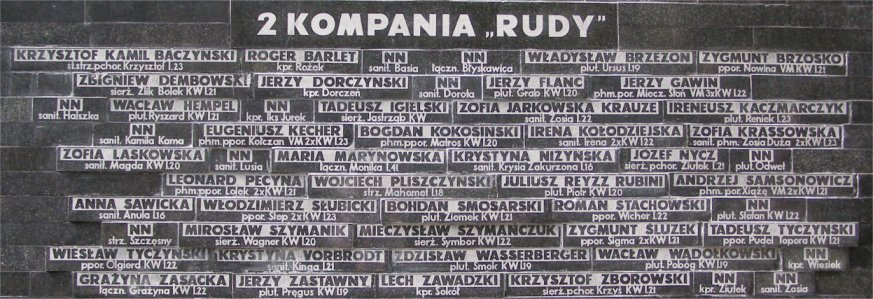
Na Powązkach Wojskowych. Nazwisko Kołodziejskiej wymienione w 4. rzędzie

Irena Kołodziejska ps. Irena (ur. 1 maja 1921 w Warszawie, zm. ok. 31 sierpnia 1944 w Warszawie) – sanitariuszka i łączniczka, w powstaniu warszawskim sanitariuszka w III plutonie Felek 2. kompanii Rudy batalionu „Zośka” Zgrupowania „Radosław” Armii Krajowej. Córka Czesława.
Podczas niemieckiej okupacji działała w polskim podziemiu. Była jedną z pierwszych dziewcząt, które znalazły się w tajnej organizacji PET. Po włączeniu PET-u do Szarych Szeregów była łączniczką Ryszarda Białousa ps. Jerzy. Od 1 sierpnia 1943 roku była w dowództwie 1. kompanii batalionu „Zośka”. Jako główna łączniczka Jerzego, utrzymywała łączność pomiędzy dowódcą kompanii a dowódcami plutonów. Brała udział w akcji Sieczychy jako sanitariuszka, a także uczestniczyła w akcji Par. (baza leśna). Ukończyła z wynikiem dobrym Szkołę Podchorążych Rezerwy Piechoty Agricola w stopniu starszego strzelca. Jej mieszkanie na ul. Mokotowskiej służyło za lokal kontaktowy oraz punkt rozdzielczy prasy. Studentka tajnej medycyny Szkoły Zawodowej dla Pomocniczego Personelu Sanitarnego dr. Jana Zaorskiego w Warszawie. 

Po reorganizacji batalionu w czerwcu 1944 r. przeszła do III plutonu Felek 2. kompanii Rudy batalionu „Zośka”.
11. dnia powstania warszawskiego, podczas walk w obronie cmentarzy wolskich, wraz z pięcioma żołnierzami (Jerzy Gawin, Andrzej Samsonowicz, Jerzy Rządkowski, Tadeusz Sumiński, Wojciech Markowski) i dwiema sanitariuszkami (Grażyna Zasacka, Stefania Grzeszczak), została odcięta od batalionu. Grupa ta, po stratach, w dniach następnych przeszła do Kampinosu, stamtąd na Żoliborz, później zaś dotarła do swego oddziału. 31 sierpnia 1944 w rejonie ul. Bielańskiej, podczas przebicia do Śródmieścia, Kołodziejska poległa, bądź zaginęła i zmarła w dniach następnych. Miała 23 lata. Jej symboliczna mogiła znajduje się na Powązkach Wojskowych obok kwater żołnierzy i sanitariuszek batalionu „Zośka”.
Została dwukrotnie odznaczona Krzyżem Walecznych.